# کرن لین گورنی
کَرِن لین گورنی (انگلیسی: Karen Lynn Gorney؛ زادهٔ ۲۸ ژانویهٔ ۱۹۴۵) هنرپیشه و خواننده اهل ایالات متحده آمریکا است. وی از سال ۱۹۷۰ میلادی تاکنون مشغول فعالیت بوده‌است.
از فیلم‌هایی که وی در آن نقش داشته است، می‌توان به تب شب یکشنبه و دیوید و لیسا اشاره کرد.